# Aristofane
Aristofane, figlio di Filippo del demo di Cidateneo (in greco antico:  Ἀριστοφάνης?, Aristophánēs, pronuncia: [aristoˈpʰanɛːs]; Atene, 450 a.C. circa – Delfi, 385 a.C. circa), è stato un commediografo greco antico, uno dei principali esponenti della Commedia antica (l'Archaia) insieme a Cratino ed Eupoli, nonché l'unico di cui ci siano pervenute alcune opere complete (undici).

## Biografia
A proposito della vita di Aristofane disponiamo di poche e imprecise informazioni. Le notizie che possediamo si ricavano fondamentalmente dalle sue commedie. Si sa che visse nel V secolo a.C., forse tra il 444 e il 388 a.C. e che ebbe possedimenti nell'isola di Egina. Esordì giovanissimo nel 427 a.C. con i Banchettanti: in quell'occasione non fu tuttavia il poeta stesso a fungere da istruttore del coro, come era consuetudine, ma Callistrato, negli anni in cui Atene combatteva Sparta nella Guerra del Peloponneso per mantenere l'egemonia sulla Grecia.
Nel 425 a.C. andò in scena la terza commedia, gli Acarnesi, la prima pervenutaci. Aristofane era solito affrontare direttamente i problemi più scottanti, e stavolta, nel sesto anno di guerra, trattava della pace sospirata da molti cittadini ateniesi, facendo riferimento ai raccolti distrutti, all'esclusione della città dalle rotte commerciali e, in breve, al collasso della ormai precaria economia di Atene, costretta a contare solo sui tributi degli alleati. 
Le critiche di Aristofane alla democrazia ateniese, in nome di una democrazia reale e non fittizia, toccano il culmine nei Cavalieri, commedia rappresentata nel 424 a.C.: il personaggio di Paflagone - da notare la scelta di un nome barbaro - personifica l'odiato demagogo Cleone, che da servo del Demos spadroneggia con inganni e calunnie, adulando il padrone (il popolo) e rubando alle sue spalle, invano combattuto dal ceto più abbiente (i Cavalieri). A lui Aristofane contrappone un Salsicciaio capace di battere il servo infedele con le sue stesse armi, aprendo finalmente gli occhi al demos.
Le Nuvole risalgono all'anno successivo, il 423 a.C. È certamente l'opera più famosa del grande commediografo, che qui ha messo in scena il filosofo Socrate: Aristofane illustra l'impatto disastroso della sofistica sulla democrazia ateniese tramite la vicenda del vecchio Strepsiade, che, indebitato a causa del figlio Fidippide, manda il rampollo a studiare da Socrate, perché impari a non pagare i debiti, e troppo tardi scopre che lì ha imparato anche a picchiare i genitori. La commedia, tuttavia, non ebbe affatto successo e Aristofane non se ne seppe dare pace: compose una seconda versione, quella che ci è pervenuta, e che tuttavia non fu mai rappresentata.
Nel 422 a.C. andò in scena un'altra sua nota commedia, Le vespe che, come i Banchettanti e le Nuvole, tratta il rapporto tra demo e demagoghi e tra la vecchia e la nuova generazione. Questa volta, però, Aristofane attacca direttamente l'uso perverso del sistema giuridico ateniese da parte dei demagoghi (Cleone aveva appena aumentato il salario dei giudici popolari). Aristofane mette in luce quanto i giudici popolari, nella loro ingenua ebbrezza di potere e di giustizialismo, siano lusingati e strumentalizzati a poco prezzo da chi nel proprio interesse muove dietro le quinte cause pretestuose.
Nello stesso anno ad Anfipoli morì Cleone e il commediografo iniziò a lavorare alla commedia La pace, rappresentata nel 421 a.C. Il protagonista, Trigeo, è un contadino che si reca a disseppellire la Pace, volando eroicamente su uno scarabeo alato. In effetti di lì a poco fu conclusa la pace di Nicia, ma durò poco: nel 420 fu eletto stratego per la prima volta Alcibiade, destinato a incarnare in modo perfetto nella storia ateniese il tipo del Fidippide delle Nuvole, in quanto impresse alla politica egemonica ateniese una svolta aggressiva, anche se Pericle aveva ammonito a non tentare di ingrandire i territori controllati da Atene durante la guerra.
Nel 416 a.C., dunque, l'esercito di Atene conquistò la piccola isola di Melo, che secondo Tucidide voleva restare neutrale, ne massacrò gli abitanti maschi e rese schiavi donne e bambini. Nel 415 Alcibiade riuscì a far partire la spedizione, da lui fortemente voluta, che doveva conquistare la Sicilia e si concluse invece in modo disastroso due anni dopo. Richiamato in patria per difendersi dalle accuse di empietà sollevate in tribunale contro di lui dai suoi avversari, Alcibiade si rifiutò di obbedire, e con un tradimento clamoroso si rifugiò direttamente presso gli Spartani, dove cominciò a prestare la sua opera di consigliere contro Atene. 
In questo clima inquieto e sospeso, l'anno dopo (414 a.C.) andò in scena Gli uccelli. Due ateniesi, Pistetero ed Evelpide, disperando ormai di poter trovare una città vivibile tra gli uomini, decidono di fondare una città degli Uccelli tra le nuvole, Nubicucùlia e in questo spazio s'inventano una strategia vincente, che avrà ragione degli uomini e degli dèi.
Le ultime due commedie che Aristofane scrisse con la sua tipica causticità e fantasia risalgono al 411 a.C., dopo la catastrofe della spedizione in Sicilia. Le Tesmoforiazuse, imperniata sulla celebrazione di una festa riservata alle donne, le Tesmoforie, bersagliava Euripide e la sua analisi dei personaggi femminili, e in generale il fatto che nella tragedia euripidea il centro dell'attenzione è irrimediabilmente distratto dai problemi della convivenza politica e spostato verso la psicologia individuale e le vicende private. Il ruolo della donna è centrale anche nella Lisistrata, che ha come protagonista una donna agli antipodi del modello euripideo, tutta rivolta verso gli interessi della comunità, che per spezzare la spirale di una guerra ormai senza fine propone e realizza lo "sciopero sessuale" delle mogli di tutta la Grecia, affinché gli uomini smettano di uccidersi tra loro.
Poco tempo dopo (giugno-autunno 411) scoppiò in Atene il terrore, con il colpo di Stato oligarchico dei Quattrocento; ma la flotta ateniese di stanza a Samo reagì, e riuscì a ristabilire la democrazia già nell'estate del 410. La guerra continuò, ma ormai Sparta si era assicurata l'appoggio e i finanziamenti del Re di Persia. Le Rane, scritte dopo la morte del grande "nemico" Euripide, tornano a occuparsi della situazione culturale: nel deserto della scena ateniese il dio Dioniso scende all'Ade per recuperare il suo amato Euripide e finisce invece per riportare in vita Eschilo. Qui troviamo anche un accenno alle perplessità dell'autore per la drammatica decisione ateniese dopo la sanguinosa vittoria del 406 a.C. nella battaglia delle Arginuse, quando tutti gli strateghi vittoriosi furono condannati a morte per non aver salvato i naufraghi dopo la battaglia.
Nel 405 a.C. Atene subì la sconfitta decisiva: gli Spartani, guidati dal navarco Lisandro, a Egospotami distrussero la flotta ateniese ed entrarono da vincitori nel Pireo. Le lunghe mura furono abbattute e un presidio spartano fu instaurato in Attica. Nel 392 a.C., quando Atene cercava di riprendere la vecchia politica antispartana e di riguadagnare le posizioni perdute dopo la grave sconfitta subita, Aristofane rappresentò le Ecclesiazuse (Le donne a parlamento). Come dice il titolo, l'opera mette in scena un'utopia: Prassagora, vestita da uomo, si infiltra nell'Assemblea e fa approvare come unica possibilità di salvezza per Atene il passaggio del governo alle donne (argomento ripreso in seguito anche da Platone). La parte finale è costituita da un'allegra e vorticosa scena erotica, a detta di alcuni esempi del cosiddetto "comunismo sessuale", in cui le donne costringono gli uomini a soddisfare le donne anziane prima di poter accedere alle giovani.
L'ultima opera di Aristofane è il Pluto, che tratta della ricchezza e della sua ingiusta distribuzione tra gli uomini. Il protagonista Cremilo accoglie nella sua casa un cieco, che si rivela essere il dio Pluto. Cremilo gli restituisce la vista, facendo in modo che la ricchezza venga distribuita secondo il merito. Nelle due ultime commedie Aristofane mette in luce il cambiamento di mentalità, da comunitaria a privatistica e individualista, e l'impoverimento intervenuto nella società ateniese dopo la sconfitta del 404 e la guerra civile che ne era seguita.
Aristofane morì probabilmente attorno al 385 a.C.

## Commedie

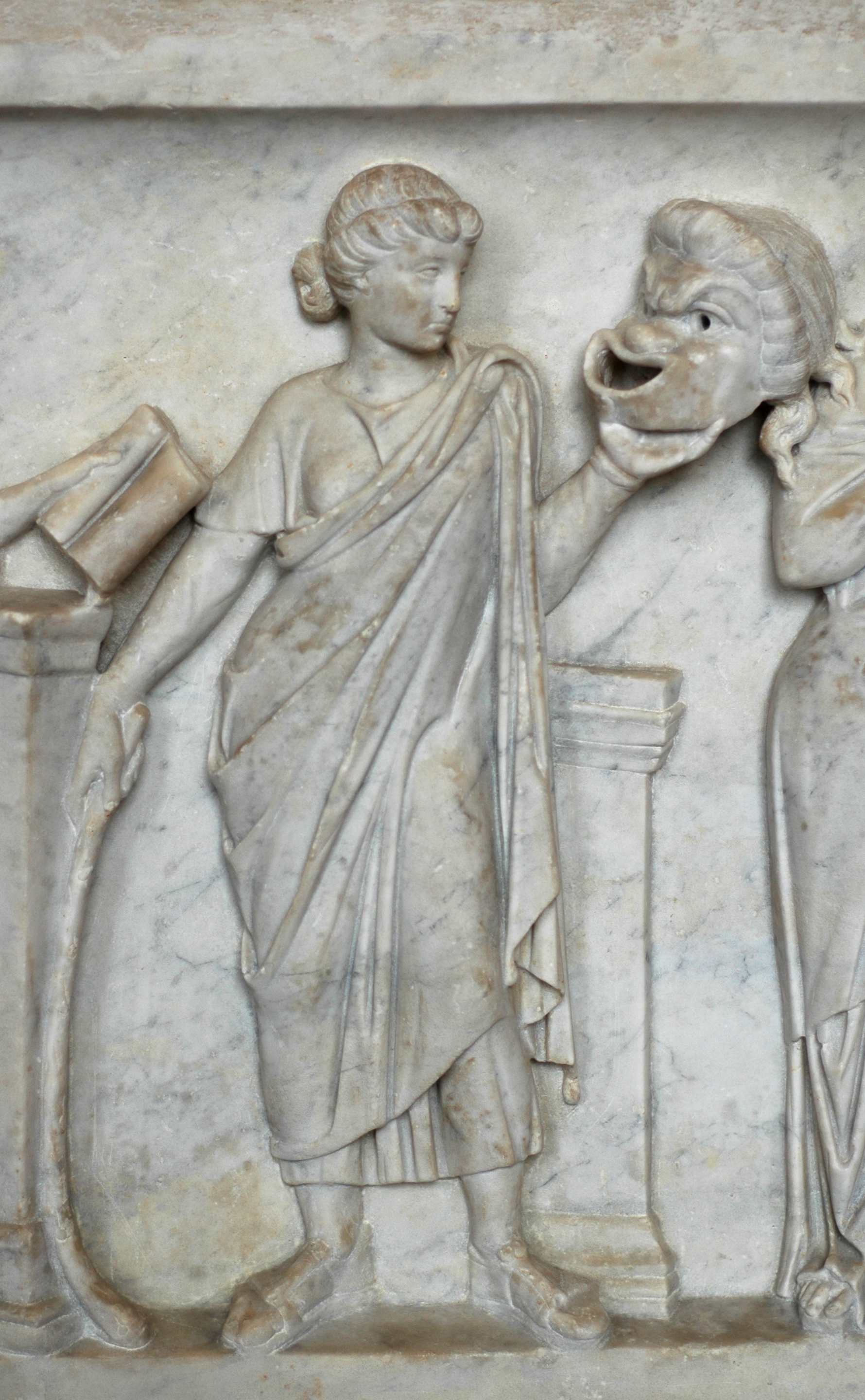
La musa Talia con una maschera comica in mano

Delle quaranta commedie attribuite ad Aristofane ne restano undici:
- Gli Acarnesi (425 a.C.; ottenne il primo posto alle Lenee)
- I cavalieri (424 a.C.)
- Le nuvole (423 a.C.)[4]
- Le vespe (422 a.C.)
- La pace (421 a.C.)
- Gli uccelli (414 a.C.)
- Le donne alle Tesmoforie (Tesmoforiazuse, 411 a.C.)
- Lisistrata (411 a.C.)
- Le rane (405 a.C.)
- Le donne al parlamento (Ecclesiazuse, 391 a.C.)
- Pluto (388 a.C.)

Delle altre abbiamo frammenti anche abbastanza numerosi da Anagiro, Anfiarao, Babilonesi, Banchettanti. Queste due ultime commedie furono le prime di Aristofane. La sua prima commedia, i Banchettanti, di cui restano circa 50 frammenti, trattava il rapporto-scontro tra l'antica paideia e la nuova cultura, il cambiamento della mentalità dominante: un tema poi ripreso dall'autore nelle Nuvole, che Aristofane avrebbe rappresentato nel 423 a.C., quattro anni dopo. La seconda commedia, i Babilonesi, anche questa interamente perduta, andò in scena nel 426 a.C. e destò le ire del demagogo Cleone, per le accuse di corruzione e di malversazione degli alleati che gli rivolgeva. Altre commedie di cui restano solo frammenti sono: Cicogne, Le città, Cocalo, Contadini, Costumi di scena, Danaidi, Dedalo, La Delia, Le donne che occupano le tende, Le Lemnie, Drammi o il Centauro, Niobo, Eolosicone, Eroi, Le Fenicie, Friggitori, Geritade, Isole, Navi da carico, Proagone, I Telmesii, Le stagioni, Trifallo, La vecchiaia.

## Il mondo poetico e concettuale di Aristofane

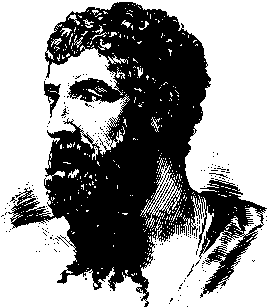
Aristofane

Il mondo di valori di Aristofane sembra vicino a quello dei piccoli proprietari terrieri, nocciolo duro della polis ateniese. Il suo eroe comico tipico, infatti, è anziano, legato alla terra, di cultura approssimativa ma intelligente, spregiudicato e intraprendente; fra l'eroe aristofanesco e il "nuovo", cioè la cultura critica dei sofisti, comunque, si creano difficili rapporti, ricreati in chiave comica. Esemplare in quest'ottica sono le Nuvole del 423, dove Strepsiade (contadino inurbato a seguito del matrimonio con un'aristocratica) cerca di apprendere la dialettica socratica per ragioni personali, cioè per non pagare i debiti, senza rendersi conto che con questo mina i fondamenti stessi della vita associata nella polis. Negli Acarnesi, comunque, Aristofane si dimostra apparentemente pacifista: nella prima commedia, le sofferenze della guerra, esaltate particolarmente dall'autore, scuotono il pubblico, che vede denunciata dall'eroe comico - un contadino, quindi un membro della classe sociale più colpita dalla guerra - l'assurdità di una politica, che rende la vita impossibile ai cittadini. Il protagonista Diceopoli conclude per proprio conto una pace separata con gli Spartani, illustrando così ai concittadini i benefici del ritorno alla normalità.
Una caratteristica particolare di Aristofane è il trattamento riservato alle donne: nelle Ecclesiazuse e Tesmoforiazuse si attesta su posizioni, per l'epoca, abbastanza femministe, anche se si tratta di un "femminismo burlesco e paradossale", contrapposto alla follia dei cittadini maschi impegnati in una guerra a oltranza che minava spirito e risorse di quel "ceto medio" rappresentato proprio dal nostro autore.
In base anche ai frammenti, risulta che questi e altri erano i motivi fondanti delle commedie di Aristofane: ricchezza di temi politici, civili, sociali ed economici (Babilonesi, Contadini, Navi mercantili, Pace seconda, Vecchiaia, Pluto primo, Isole), attenzione a problematiche culturali inerenti alla sfera filosofica e pedagogica (Banchettanti, Nuvole prime, Anagiro, Cicogne), nonché all’ambito letterario e teatrale (Proagone, Tesmoforiazuse seconde, Geritade, Poesia), presenza di commedie sulle donne (Donne che occupano le tende, Tesmoforiazuse seconde), utopiche (Friggitori) e a sfondo sessuale (Trifallo), parodie e allusioni a riti e miti soprattutto nei drammi di critica religiosa (Stagioni, Anfiarao, Eroi, Telmessi) e di argomento mitologico-paratragico (Poliido, Fenicie, Lemnie, Danaidi, Dedalo, Dioniso naufrago, Drammi o Centauro, Drammi o Niobo, Cocalo, Eolosicone).